# Marta Kauffman
Marta Fran Kauffman (Filadelfia, 21 settembre 1956) è una produttrice televisiva statunitense.
Inizia la sua carriera di attrice presso la Brandeis University, con David Crane, con il quale lavora per più di 20 anni. I due hanno collaborato con il compositore Michael Skloff alla realizzazione di numerosi musical, tra cui una versione teatrale del film Arthur.
Il musical Personals, di cui hanno curato i testi, ha ricevuto un Outer Critics Award e una nomination al Drama Desk. La Kauffman è stata, insieme a Crane e per diversi anni, co-produttrice esecutiva di Dream On, e ha ottenuto un Ace Award e una nomination agli Emmy, per la miglior serie comica.
Inoltre ha contribuito a realizzare la commedia The Powers That Be, in cui recitavano John Forsythe, David Hyde Pierce. Infine han creato le serie, Family Album, L'atelier di Veronica e Jesse, di cui è stata anche co-produttrice esecutiva.
La sua fama si deve principalmente alla serie Friends, scritta e prodotta in collaborazione con Crane e Kevin Bright, per la durata per 10 stagioni (1994-2004). La serie è ora un classico della TV. L'ultimo progetto a cui ha preso parte è stato Related.  Nel 1984 ha sposato Michael Skloff (poi divorziata nel 2015): i due hanno 3 figli.
Nel 2015 crea per Netflix la serie televisiva Grace and Frankie, con protagoniste Jane Fonda e Lily Tomlin.